# Seznam zápasů československé a jugoslávské hokejové reprezentace
Seznam zápasů československé a jugoslávské hokejové reprezentace uvádí data, výsledky a místa konání vzájemných zápasů hokejových reprezentací Československa a Jugoslávie.
| Datum utkání | Výsledek                | Zápas     | Místo   |
| ------------ | ----------------------- | --------- | ------- |
| 3. 2. 1939   | 24 : 0 (10:0, 7:0, 7:0) | MS 1939   | Basilej |
| 14. 3. 1966  | 13 : 1 (5:0, 4:0, 4:1)  | přátelsky | Lublaň  |
| 15. 3. 1966  | 21 : 0 (4:0, 10:0, 7:0) | přátelsky | Záhřeb  |

## Celková bilance vzájemných zápasů Československa a Jugoslávie
| Zápasy | Výhry | Remízy | Prohry | Skóre |
| ------ | ----- | ------ | ------ | ----- |
| 3      | 3     | 0      | 0      | 58:1  |